# Leonhard Baldner
Leonhard Baldner (Strasburgo, 1612 – 1º febbraio 1694) è stato un naturalista tedesco.
Di professione pescatore, deve la sua notorietà alla pubblicazione di un manoscritto illustrato su pesci, uccelli e mammiferi intitolato Vogel-, Fisch- und Thierbuch.

## Biografia
La data esatta di nascita di Baldner è sconosciuta, ma nacque in una vecchia famiglia di pescatori a Strasburgo.
Sposò Salome, figlia di Hans Michael Fries il 25 gennaio 1636 e ebbe quattro figli. Ha sposato la sua seconda moglie Anna Ursula, figlia di un orafo, Abraham Sprengel nel 1650 e hanno avuto quattro figli mentre lavorava come esattore di pedaggi. In seguito divenne un forestale e poi un gestore forestale. Dopo la morte della sua seconda moglie, sposò Barbara, figlia di Benedictus Grossen, professore di ebraico. Anch'essi avevano quattro figli di cui il figlio più giovane, Andreas nato nel febbraio del 1673, trascrisse i manoscritti di suo padre. Baldner morì il 1 ° febbraio 1694 e fu sepolto nel cimitero di Saint-Urbain a Strasburgo.

## Il manoscritto
La sua osservazione della natura lo portò a interessarsi e a studiare la fauna del Basso Reno. Dopo 20 anni di osservazioni, realizzò il manoscritto Vogel-, Fisch- und Thierbuch, unico nel suo tempo.
Il lavoro di Baldner, poco notato dalla comunità scientifica dell'epoca, era corredato di disegni di animali (alcuni dei quali ora estinti nella zona) e si configura come parte di un lungo processo di osservazioni e contributi individuali che hanno determinato la nascita della ricerca e degli studi analitici della biologia.
Attualmente sono note solo sei copie di manoscritti: due risalgono al 1653 e gli altri quattro al 1666. 
Solo nel 1903 il suo lavoro venne parzialmente pubblicato, grazie all'opera del botanico e studioso di protozoologia Robert Lauterborn. Fu anche uno dei primi pionieri ad usare acquari di vetro per studiare la biologia dei pesci. Forse è stato anche il primo a scrivere sulla migrazione e la storia di vita del salmone.